# Gran Premio de Alanya femenino
El Gran Premio de Alanya femenino (oficialmente: Grand Prix Alanya - WE) es una carrera profesional femenina de ciclismo en ruta de un día que se disputa anualmente alrededor de Alanya en la provincia de Antalya en Turquía. Es la versión femenina de la carrera del mismo nombre.
La primera edición se corrió en el año 2019 como parte del Calendario UCI Femenino bajo la categoría 1.2.

## Palmarés
| Año  | Ganador            | Segundo      | Tercero             |
| ---- | ------------------ | ------------ | ------------------- |
| 2019 | Tatsiana Sharakova | Olga Shekel  | Mariya Novolódskaya |
| 2020 | Diana Klímova      | Hanna Tseraj | Anna Nahirna        |

## Palmarés por países
| País        | Victorias |
| ----------- | --------- |
| Bielorrusia | 1         |
| Rusia       | 1         |